# Зауертал
Зауертал (њем. Sauerthal) општина је у њемачкој савезној држави Рајна-Палатинат. Једно је од 137 општинских средишта округа Рајн-Лан. Према процјени из 2010. у општини је живјело 205 становника. Посједује регионалну шифру (AGS) 7141122.

## Географски и демографски подаци
Зауертал се налази у савезној држави Рајна-Палатинат у округу Рајн-Лан. Општина се налази на надморској висини од 208 метара. Површина општине износи 3,6 km². У самом мјесту је, према процјени из 2010. године, живјело 205 становника. Просјечна густина становништва износи 57 становника/km².

## Међународна сарадња
| Мјесто | Држава    | Врста сарадње | Од    |
| ------ | --------- | ------------- | ----- |
|        | Француска | партнерство   | 1976. |
|        | Француска | партнерство   | 1976. |
| Извор  |           |               |       |